# Тарасово (деревня, Москва)
Тарасово — деревня в Новомосковском административном округе Москвы (до 1 июля 2012 года в составе Подольского района Московской области). Входит в состав поселения Рязановское.

## Население
| 2002 | 2006 | 2010 |
| ---- | ---- | ---- |
| 10   | ↗13  | ↗56  |

## Расположение
Деревня расположена на правом берегу Десны примерно в 6 км к северо-западу от центра города Подольска. Ближайшие населённые пункты — посёлок Фабрики имени 1-го Мая, деревни Мостовское, Рыбино и Армазово.

## Достопримечательности
В деревне есть памятник жителям, погибшим в Великой Отечественной войне. В 2011 году был построен храм Сергия Радонежского. В 320 м юго-восточнее деревни расположено селище «Тарасово-I», датированное XIII—XVIII веками. Селище имеет статус памятника археологии.